# デイ・トリッパー
「デイ・トリッパー」（Day Tripper）は、ビートルズの楽曲である。1965年12月に「恋を抱きしめよう」との両A面シングルとして発売された。なお、イギリスで初めて両A面シングルとして発売された作品となっている。レノン＝マッカートニー名義となっているが、主にジョン・レノンによって書かれた楽曲で、アルバム『ラバー・ソウル』のセッション中にレコーディングが行われた。イギリス、オーストラリア、カナダ、アイルランドなど多数の国のチャートで第1位を獲得した。アメリカのBillboard Hot 100では最高位5位を記録した。
「デイ・トリッパー」は、エレクトリック・ギターのリフをベースとしたロックチューンで、シングルとして発売されてから1966年8月下旬の最後のコンサートまでの約1年間にわたって、セットリストに組み込まれていた。
イギリスにおいて『デイ・トリッパー / 恋を抱きしめよう』は、1960年代で7番目に高い売上枚数を記録したシングルで、2018年12月時点では54番目に売れたシングルとなっている。

## 背景
「デイ・トリッパー」は、アルバム『ラバー・ソウル』のためのセッションの初期に書かれた楽曲で、ジョン・レノンが大半の歌詞とメロディを書いており、ポール・マッカートニーが一部手伝っている。1980年の『プレイボーイ』誌のインタビューで、レノンは「僕の曲さ。ギターのフレーズやブレークも含めて全て僕が書いた」と語っている。マッカートニーは、1997年に出版された伝記『ポール・マッカートニー: メニー・イヤーズ・フロム・ナウ』の中で「この曲は共作として2人で仕上げたけど、メインはジョンに譲った」と語っている。
楽曲についてレノンは、「『デイ・トリッパー』はドラッグソング」と説明しており、マッカートニーもLSDに影響を受けた楽曲としている。曲名は、「日帰り旅行客」を意味する英語であると同時に、「ドラッグでトリップする人」という意味も持っている。レノンは「“デイ・トリッパー”というのは、日帰り旅行客のこと。フェリーとかで旅をする人間の事さ。つまり…週末のヒッピーということ。わかるかい?」と語り、マッカートニーも「麻薬を題材にして、ジョンと“彼女はこうなんじゃないか？”みたいな曲を演奏してた。たいていジョンが持ってくるのだけど、この曲は日帰り旅行者、日曜画家、サンデードライバーという感じで、雑多な題材を寄せ集めたお遊びソングだった」と語っている。なお、「She's a big teaser（彼女はひどく焦らす）」というフレーズは、「She's a prick teaser」とのダブル・ミーニングとなっている。
レノンとジョージ・ハリスンは、1965年春にそれぞれの当時の夫人であったシンシア・レノンとパティ・ボイドらと共に、歯科医師のジョン・ライリーがコーヒーに混入させたLSDを服用し、幻覚症状によりパニック状態に陥った。その後も継続的に服用していたレノンとハリスンは、リンゴ・スターを誘い共に摂取するようになった。当時マッカートニーも誘われていたが、「それまでとは同じようにはいられない」と感じたことにより拒否した。このため、音楽評論家のイアン・マクドナルドや音楽ジャーナリストのキース・キャメロンは、本作の歌詞は部分的にマッカートニーに向けられたものと推測している。
レノンが演奏するギターリフには、モータウンやロカビリーの要素が取り入れられている。1965年後半のイギリスでは、アメリカのソウルミュージックが流行しており、その中で発売された本作と「ドライヴ・マイ・カー」は当時のイギリスの間ですぐに受け入れられた。1974年のWNEW-FMでのインタビューで、レノンはボビー・パーカーの「ウォッチ・ユア・ステップ」のリフを引用したことを明かしている。

## レコーディングとミックス
「デイ・トリッパー」のレコーディングは、1965年10月16日にEMIレコーディング・スタジオで行なわれた。3テイク録音された後に、バッキング・ボーカルやパーカッションなどがオーバーダビングされて完成となった。なお、この後に「恋をするなら」のベーシック・トラックが録音された。
「デイ・トリッパー」のリアル・ステレオ・ミックスは、1966年にアメリカで発売されたキャピトル編集盤『イエスタデイ・アンド・トゥデイ』で初収録となり、イギリスで1966年12月に発売されたコンピレーション・アルバム『オールディーズ』にはリミックスされて収録された。その後、1973年に発売された『ザ・ビートルズ1962年〜1966年』や1988年3月に発売されたアルバム『パスト・マスターズ Vol.2』にも収録された。
これらのステレオ・ミックスには、顕著な技術的ミスが生じている。曲が始まって1分50秒付近で、一瞬途切れてしまっている。これはハリスンのギターの音が擦れてしまったために、一時的に消去したために生じたものである。2000年に発売されたベスト・アルバム『ザ・ビートルズ1』には、この部分が修正された音源が収録されている。

## プロモーション・ビデオ
本作と「恋を抱きしめよう」は、初めてプロモーション・ビデオが制作されたビートルズのシングルとなった。これらのビデオは『Ready Steady Go!』や『トップ・オブ・ザ・ポップス』など、イギリスのテレビ番組に直接出演して演奏することを避けることを目的として制作された。
ミュージック・ビデオは、1965年11月23日にトゥイッケナム・スタジオで撮影されたもので、監督はジョセフ・マクグラスが務めた。同日は「恋は抱きしめよう」と「デイ・トリッパー」の他に、過去に発売された「アイ・フィール・ファイン」、「涙の乗車券」、「ヘルプ!」のミュージック・ビデオを含む、計10作のミュージック・ビデオが撮影された(いずれもモノクロで制作されており、演奏は当て振りと口パク。)。そのうち「デイ・トリッパー」は3種類制作された。
プロモーション・ビデオは、いずれも2015年に発売された『ザ・ビートルズ 1+』に収録された。

## リリース
「恋を抱きしめよう」と「デイ・トリッパー」のどちらかをニュー・シングルのA面曲とするかという議論が行われ、「恋を抱きしめよう」の方が商業的だとする多数派の意見に対して、レノンは「デイ・トリッパー」を主張した。11月15日にEMIはA面曲を「恋を抱きしめよう」にすることを発表したが、レノンはビートルズのロックサウンドを尊重するべきであるとして、「デイ・トリッパー」をA面にしようと異議を唱えた。この結果、シングルは史上初となる両A面シングルとして発売されることとなった。
シングルは、1965年12月3日にアルバム『ラバー・ソウル』と同時発売というかたちでパーロフォンより発売された。全英シングルチャートでは12月15日付のチャートで初登場2位を記録したのち、12月22日付のチャートから1966年1月19日付のチャートまでの5週連続で1位を獲得した。
アメリカでは1965年12月6日、日本では1966年1月15日に発売された。アメリカの『ビルボード』誌が発表した1965年12月18日付のBillboard Hot 100では2曲ともチャートインし、1966年1月8日付の同チャートでは「恋を抱きしめよう」が1位、「デイ・トリッパー」が10位を記録した。1月22日の同チャートでは、本作が最高位5位を記録した。

## 評価
アニマルズのエリック・バードンは、『メロディ・メイカー』誌で本作について肯定的な評価をし、特にハリスンのギターを称賛した。作家でミュージシャンのジョン・クルトは、「『デイ・トリッパー』のギター・リフは、イギリスそしてアメリカの全ての若いギタリストが学ばなくてはならないポイント」としている。
2006年に『モジョ』誌が発表した「The 101 Greatest Beatles Songs」で74位、2010年に『ローリング・ストーン』誌が発表した「100 Greatest Beatles Songs」で39位にランクインした。

## クレジット
※出典
- ジョン・レノン - ダブルトラックのリード・ボーカル、リズムギター、リードギター（ソロ）
- ポール・マッカートニー - ダブルトラックのリード・ボーカル、ベース
- ジョージ・ハリスン - リードギター、ハーモニー・ボーカル[42]
- リンゴ・スター - ドラム、タンバリン

## チャート成績
| チャート (1965年 - 1966年)        | 最高位 |
| --------------------------------- | ------ |
| ベルギー (Ultratop 50 Wallonia)   | 12     |
| オランダ (Single Top 100)         | 1      |
| アイルランド (IRMA)               | 1      |
| ニュージーランド (Listener)       | 8      |
| ノルウェー (VG-lista)             | 1      |
| スウェーデン (Kvällstoppen Chart) | 1      |
| UK Record Retailer Chart          | 1      |
| US Billboard Hot 100              | 1      |
| US Cash Box Top 100               | 1      |

## 認定
| 国/地域                          | 認定   | 認定/売上数 |
| -------------------------------- | ------ | ----------- |
| イギリス (BPI)                   | Silver | 200,000     |
| 認定のみに基づく売上数と再生回数 |        |             |

## カバー・バージョン
- ナンシー・シナトラ - 1966年に発売されたアルバム『Boots』に収録[51]。
- オーティス・レディング - 1966年に発売されたアルバム『ソウル辞典』に収録。後にシングル・カットされ、1967年3月30日付の全英シングルチャートで最高位43位を記録した[52]。
- ホセ・フェリシアーノ - 1969年に発売されたライブ・アルバム『Alive Alive O!』に収録。レノンは、1968年の『ローリング・ストーン』誌でフェリシアーノによるカバー・バージョンを好んでいることを明かしている[53]。
- アン・マレー - 1974年にシングル盤として発売し、1975年1月25日付のBillboard Hot 100で最高位59位を記録[54]。
- エレクトリック・ライト・オーケストラ - 1974年に発売されたライブ・アルバム『The Night the Light Went On in Long Beach』に収録。
- ビリー・プレストン - 1974年に発売されたライブ・アルバム『ライヴ・ヨーロピアン・ツアー』に収録[55]。
- ホワイトスネイク - 1978年に発売されたアルバム『トラブル』に収録[56]。かなり重々しくブルージーなアレンジの曲調で、間奏の大半で"Day Tripper"を連呼している。
- ジェームス・テイラー - 1979年に発売された『Flag』に収録。
- イエロー・マジック・オーケストラ - 1979年に発売されたアルバム『ソリッド・ステイト・サヴァイヴァー』に収録。
- チープ・トリック - 1980年に発売されたEP『Found All the Parts』に収録[57]。ライブ・バージョン。
- イーグルス - 『ロング・ラン』及び『ヘル・フリーゼズ・オーヴァー』収録の「イン・ザ・シティ」のエンディングは、この曲のギター・リフで締められている。
- オーシャン・カラー・シーン - 1997年に発売されたアルバム『マーチング・オールレディ』（国内盤）に収録。ライブ音源。
- ザ・ジミ・ヘンドリックス・エクスペリエンス - 1998年発売されたライブ・アルバム『BBC Sessions』に収録[58]。
- ピンククラウド - ライヴで演奏。Charと加部正義がともにギター&ベースのダブルネックを持ち、ギターとベースのパートを細かく切り替えて演奏していた。
- この他、メイ・ウエスト、ハービー・マン、ルル、セルジオ・メンデス＆ブラジル'66、サンディ・ネルソン（英語版）、モンゴ・サンタマリア、ホリーリッジ・ストリングス（英語版）、イアン・ハンター、ランディ・カリフォルニア（英語版）、ゲノ・ワシントン（英語版）、ブッカー・T&ザ・MG'sらもカバーしている。